# روجرز بيكيت
روجرز بيكيت (بالإنجليزية: Rogers Beckett)‏ هو لاعب كرة قدم أمريكية أمريكي، ولد في 31 يناير 1977 في أبوبكا في الولايات المتحدة.

## وصلات خارجية
- روجرز بيكيت على موقع مرجع كرة القدم المحترفة.كوم (الإنجليزية)